# Comté de Summit (Ohio)
Pour les articles homonymes, voir Comté de Summit.
Le comté de Summit – en anglais : Summit County – est un des 88 comtés de l'État de l'Ohio, aux États-Unis.
Son siège est fixé à Akron.

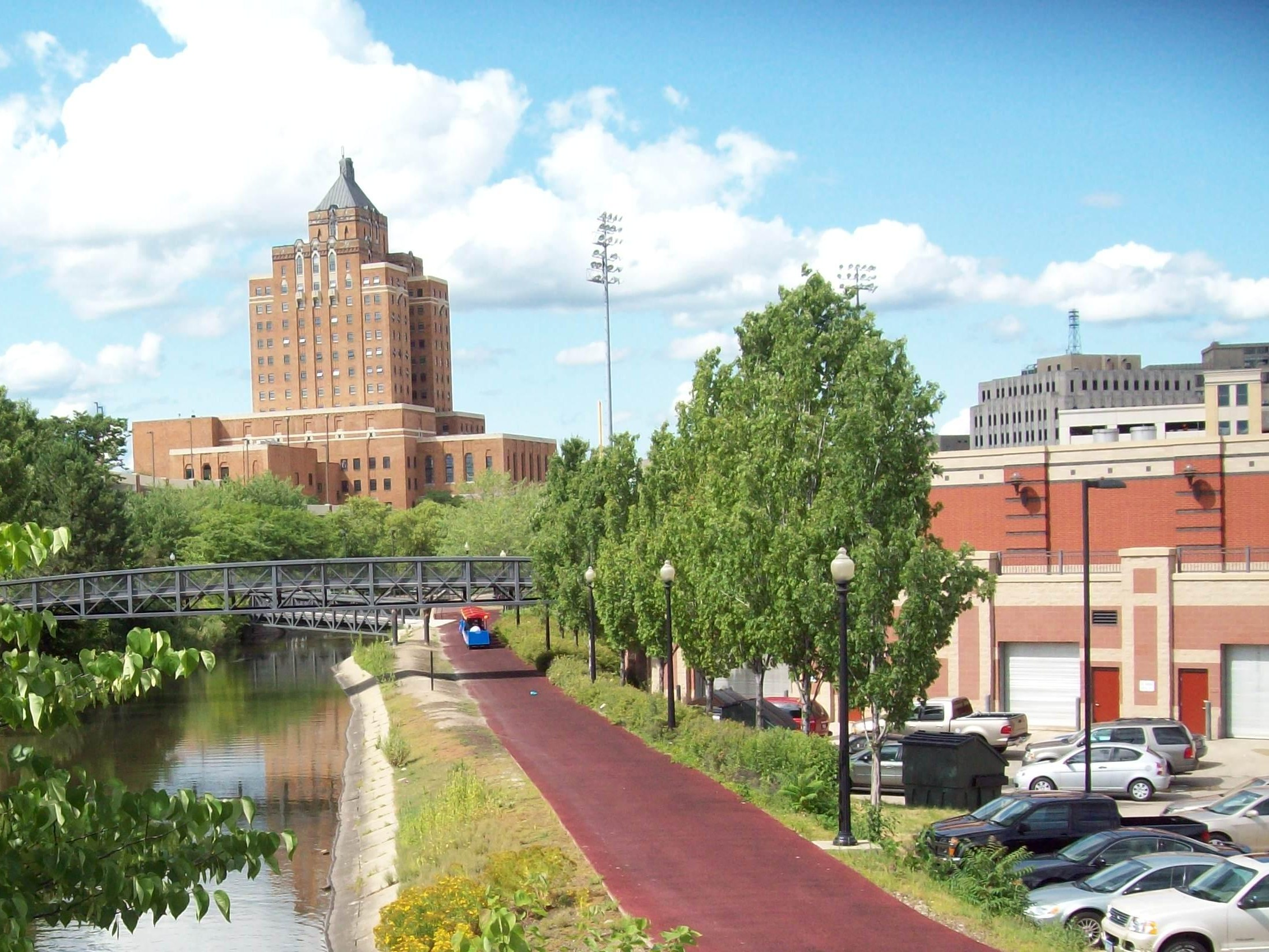
Akron en 2009.
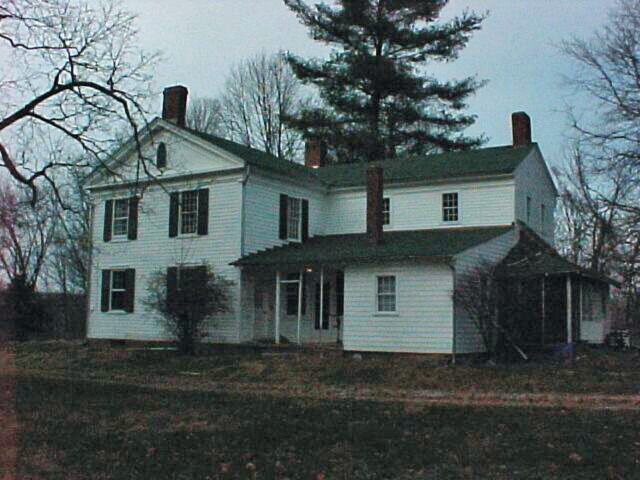
Jim Brown House.
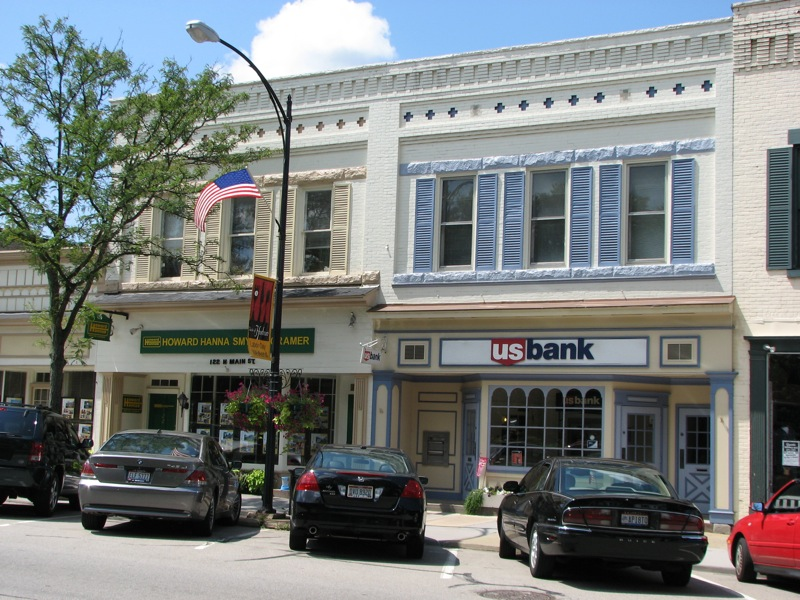
The Howard Hanna Smythe Cramer and US Bank, à Hudson.
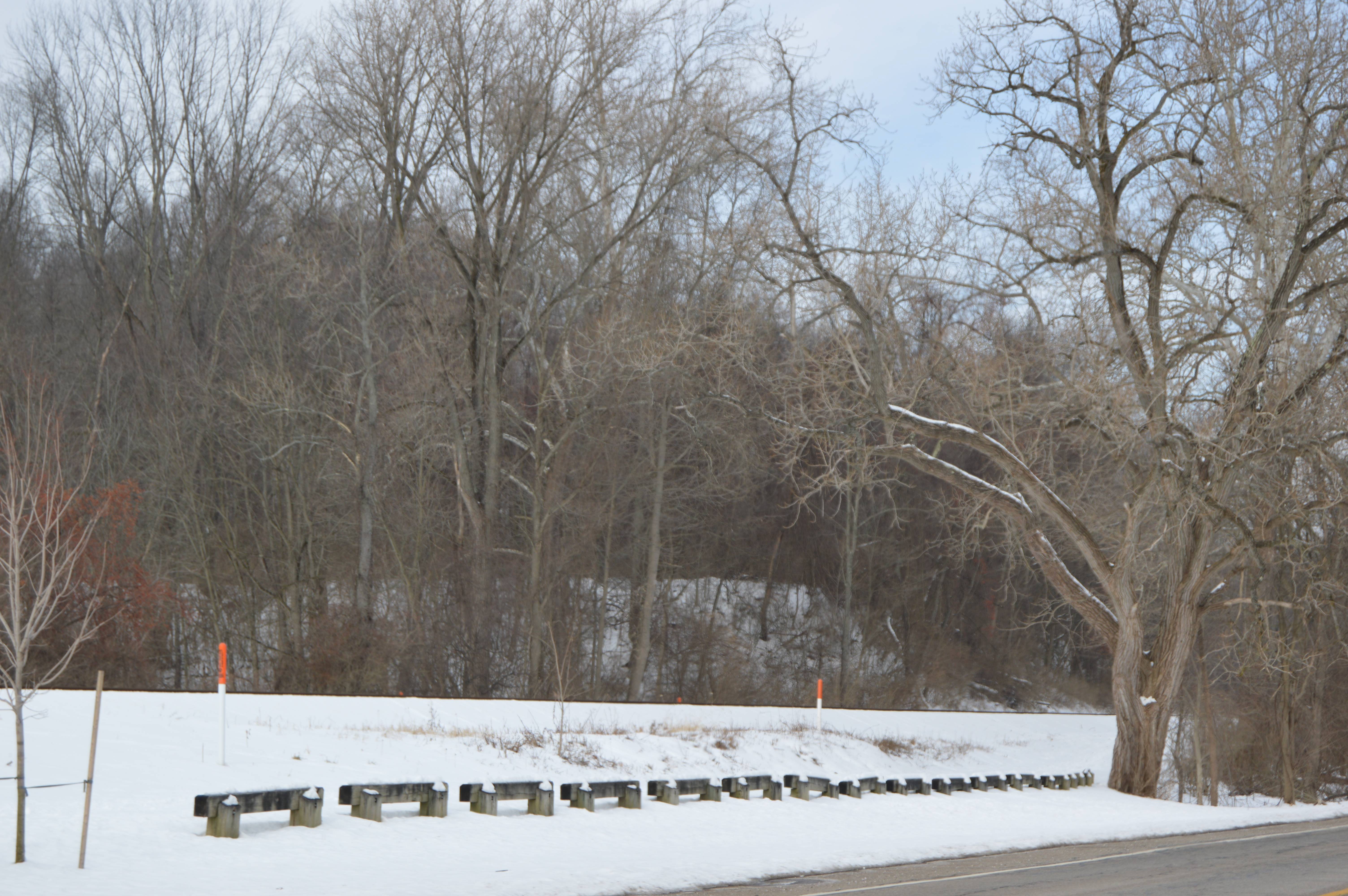
Barker Village Site.
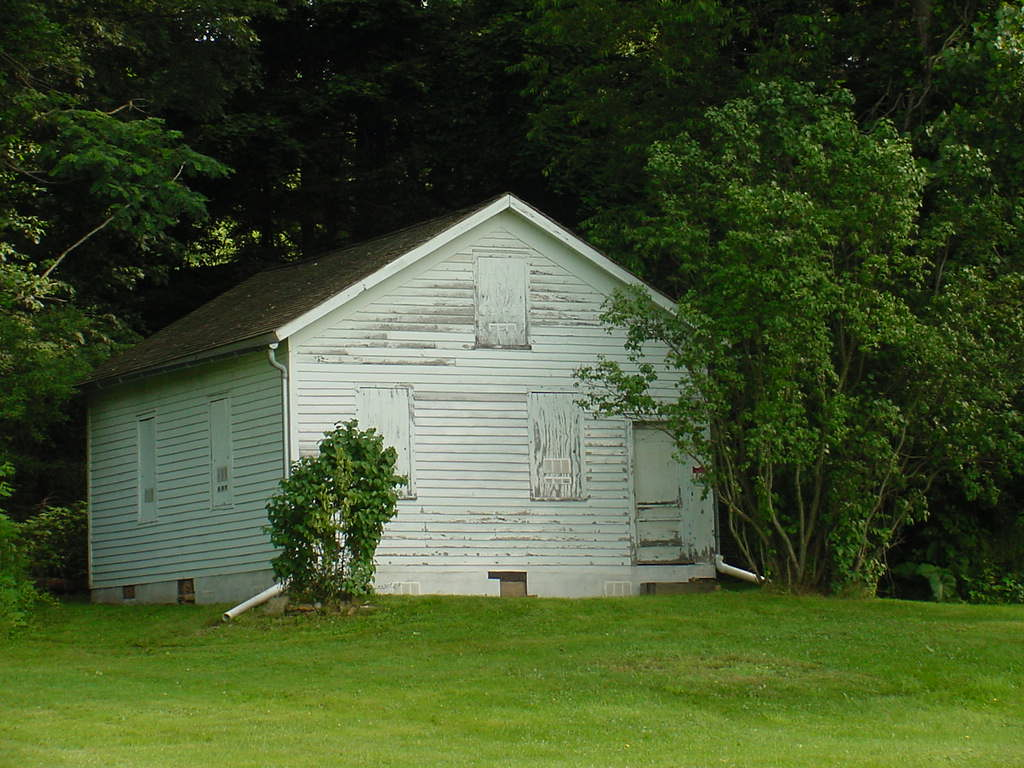
Maison de Robert Gracey, dans le district historique d'Everett.